# Flugmuseum Aviaticum

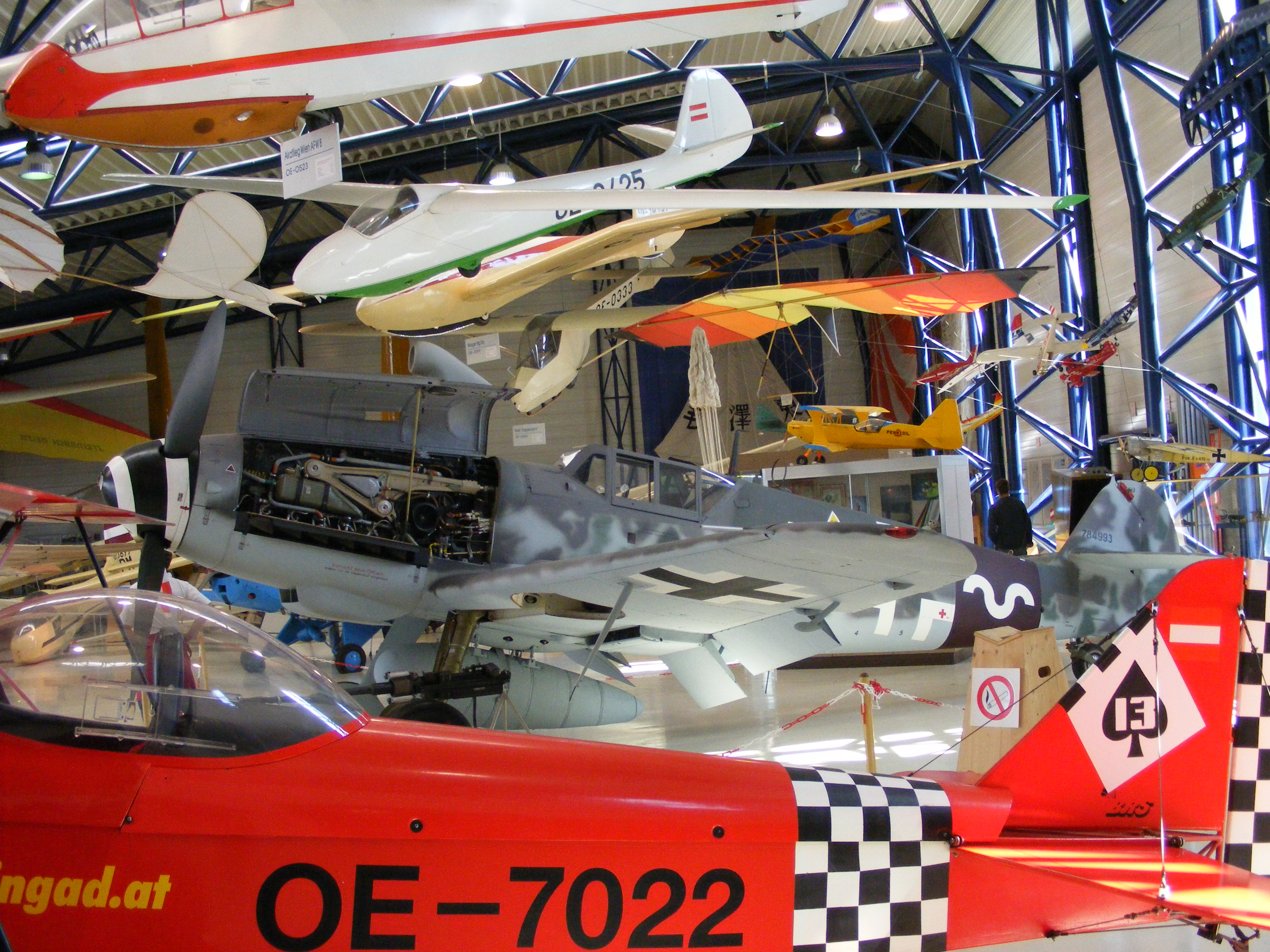
Ausstellungshalle

Das Flugmuseum Aviaticum am zivilen Flugplatz Wiener Neustadt/Ost in Wiener Neustadt zeigt in einer Halle Exponate und Modelle von Flugzeugen vor allem aus der Geschichte des Segelflugs in Österreich. Das Museum war ursprünglich in einer ca. 400 m² großen Halle des Flugzeugherstellers Diamond Aircraft am Flugplatz Ost eingemietet, musste diese jedoch 2019 wegen Ablauf des Mietvertrages und Eigenbedarf durch Diamond verlassen. Inzwischen ist die Übersiedlung der Exponate in einen historischen Flugzeughangar auf der gegenüberliegenden Seite der Landebahn erfolgt. Eine offizielle Neueröffnung ist noch ausständig, aber Gruppenbesuche sind gegen Voranmeldung möglich. Mittlerweile ist das Museum vom 1. Mai bis 31. Oktober am Wochenende und zu allen Feiertagen von 10–16 Uhr geöffnet.

## Geschichte
Das Museum basiert auf der Sammlung von Pionier Toni Kahlbacher (1914–2004) und Reinhard Keimel ab 1983 für ein Österreichisches Segelflugmuseum Hundsheim/Spitzerberg, das dort – 5 km südlich Hainburg an der Donau – nicht realisiert werden konnte. In Zusammenarbeit mit der Stadt Wiener Neustadt, dem Land Niederösterreich und der Firma Diamond Aircraft Industries GmbH ab 1993 wurde es letztlich möglich, 1999 das Aviaticum im Neubau am Flugplatz Ost zu eröffnen. Das Museum basiert auf der Privatstiftung Flugmuseum Aviaticum von Kahlbacher und Stadt Wr. Neustadt und wird von einem Verein betrieben.

## Exponate
Unter anderem sind eine Messerschmitt Bf 109, eine Meteor FL 54, ein Pischof Autoplan, gebaut von Anton Ott und eine Lohner-Etrich Taube Serie-F, gebaut von Prof. Mag. Heinz Linner und Anton (Toni) Ott, zu besichtigen.
Nach der Übersiedlung in eine sehr viel kleinere Halle können nur mehr wenige Flugzeuge ausgestellt werden. Alle kursiv dargestellten Exponate sind leider nicht mehr vorhanden. Davon waren 10 frühe Segel- und auch Motorflieger, wie Etrich-Taube (Anton Ott, Mag. Linner) noch mit drahtabgespannten Tragflächen, Olympia-Meise und Rhönlerche, ein Hubschrauber mit 7-m-Rotor, Fallschirme, darunter einer aus China aus der Zeit der Kulturrevolution und ein Gasballon aus gummiertem Leinen mit 900 m³ Volumen. Im Jahr 2000 erhielt das Museum eine flugtechnische und flughistorische Büchersammlung.

### Segelflugzeuge
- SG 38, OE-0107, Schulgleiter

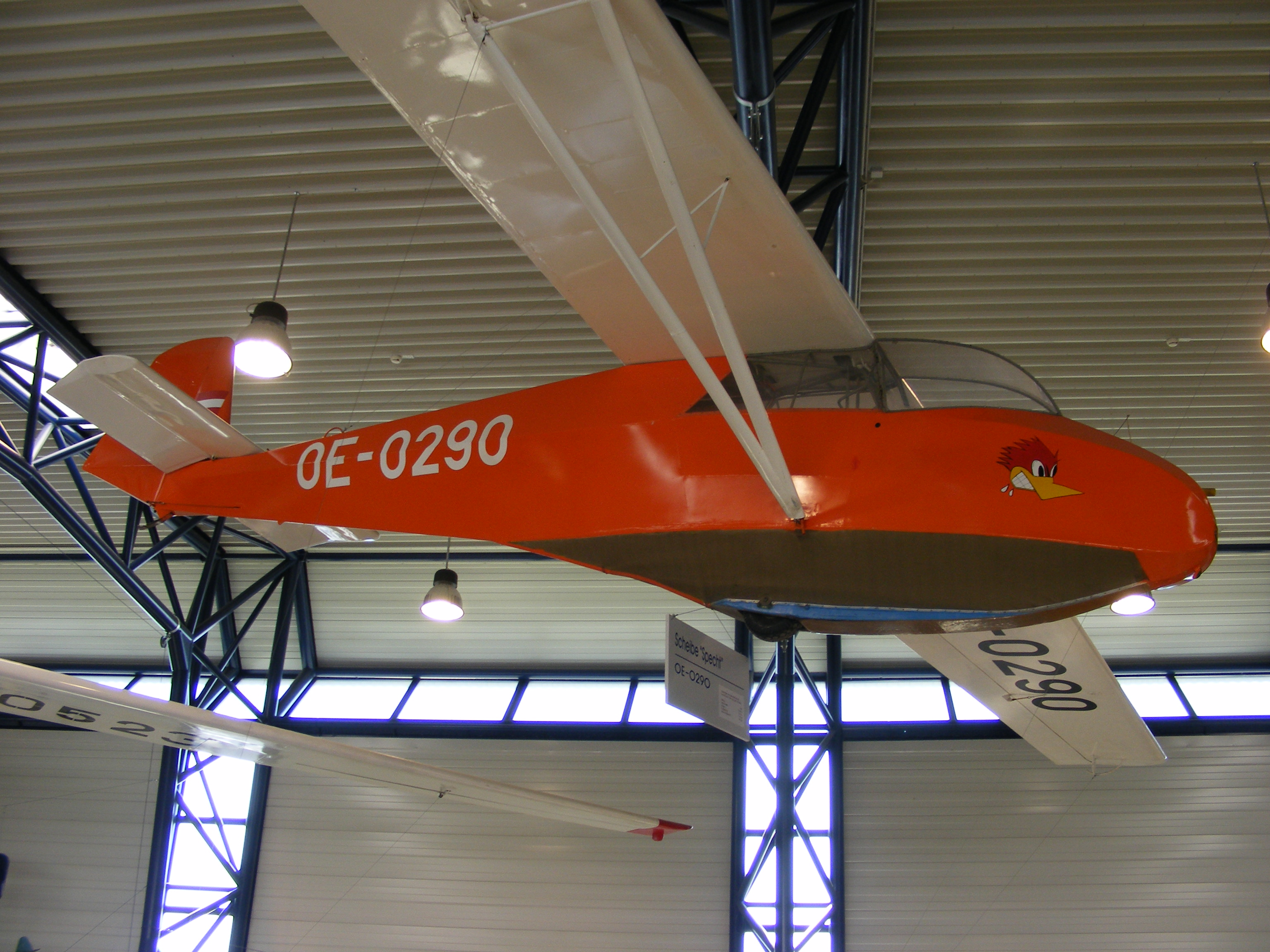
Scheibe Specht im Museum

- Hütter H 17, OE-0050, Übergangs-Schulsegelflugzeug
- Hütter H 17b, OE 0350, Übungssegelflugzeug
- DFS Olympia Meise, OE-0124, Standardflugzeug für die Olympiade 1940
- Göppingen „Goevier-II“, OE-0104, Doppelsitzer für Kunstflugschulung und -übung
- Raab „Doppelraab IV“, OE-0333, Doppelsitzer, Schul- und Übungssegelflugzeug
- Dittmar „Condor IV“, OE-0981, zweisitziges Leistungssegelflugzeug
- SZD-9bis „Bocian 1D“, OE-0562, zweisitziges Schulsegelflugzeug
- Schleicher „Rhönlerche II“, OE-0884, Doppelsitzer, Schul- und Übungsegelflugzeug
- Scheibe Mü 18 „B-Spatz“, OE-0387, Übungssegelflugzeug
- Scheibe „Specht“, OE-0291, Doppelsitzer-Übungssegelflugzeug
- Scheibe „Bergfalke IV“, OE-0307, Doppelsitzer-Übungssegelflugzeug
- Scheibe Mü 18 „L-Spatz W“, OE-0699, Leistungssegelflugzeug
- Air SA 104 „Emouchet“, OE-0215, Schul- und Übungssegelflugzeug
- SZD-22 „Mucha Standard“, Standard-Hochleistungssegelflugzeug
- Akaflieg Wien AFW 8, OE-0523, Doppelsitzer-Segelflugzeug
- Grunau Baby III, OE-0236, Übungssegelflugzeug
- Musger Mg 19a „Steinadler“, OE-0197, Doppelsitzer-Leistungssegelflugzeug
- Musger Mg 23, OE-0425, Leistungssegelflugzeug
- Musger Mg 23SL, OE-0690, Leistungssegelflugzeug
- Lilienthal Gleiter
- Rekonstruktion DaVinci Gleiter
- Gleiter vom Red Bull Flugtag

### Ballone
- Riedinger K-945/2-Ri, Gasballon
- Einmannkorb, Josef Starkbaum
- Weltrekordkorb mit Brenner, Eigenkonstruktion Josef Starkbaum

### Motorflugzeuge

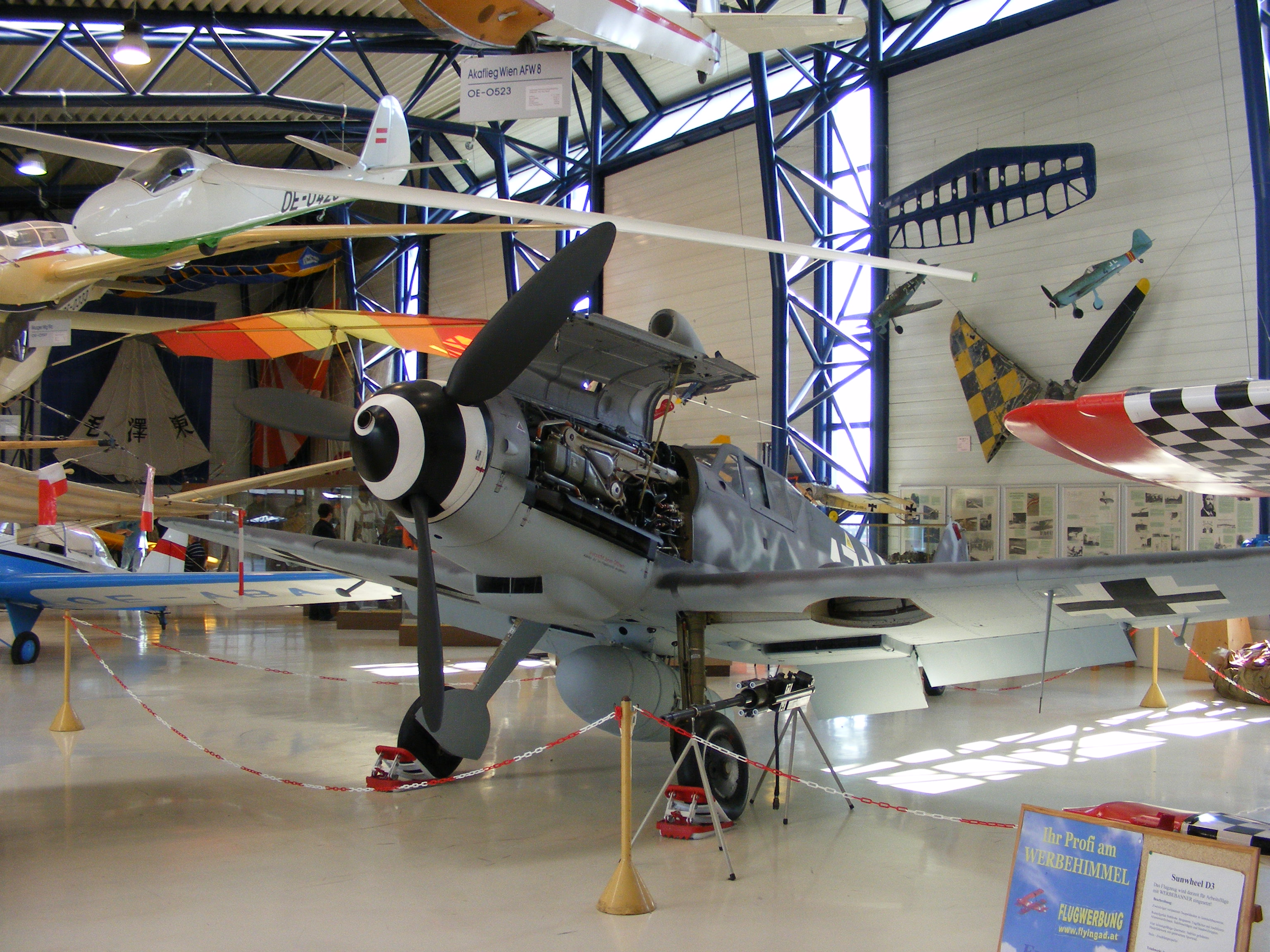
Messerschmitt Bf 109G-6

- Lohner-Etrich F „Taube“, OE-CET, Aufklärungs-, Schul- und Übungsflugzeug
- Messerschmitt Bf 109 Werk-Nr. 784998
- Westermayer B8M-Austria, OE-AXW, Tragschrauber
- Pischof Autoplan von 1910, Nachbau von Walter Krobath 2005
- Fluchtgleiter ČSSR
- Midget Mustang N927
- Meteor FL 54 90HP, OE-ABA
- Santos-Dumont Demoiselle, Nachbau aus der ČSSR, OK-XUD8

### Hubschrauber
- Bell 47G4

### Ultralight
- Pipistrel Spider Trike OE-8113

### Flugmotoren
- Svenska Flygmotor AB RM 2B
- Svenska Flygmotor RM6C Typ 66
- BMW 132 A3
- BMW 801 D2
- Daimler-Benz DB 603 E1
- Junkers Jumo 205
- Junkers Jumo 211
- Junkers Jumo 213
- Rolls-Royce Merlin 22

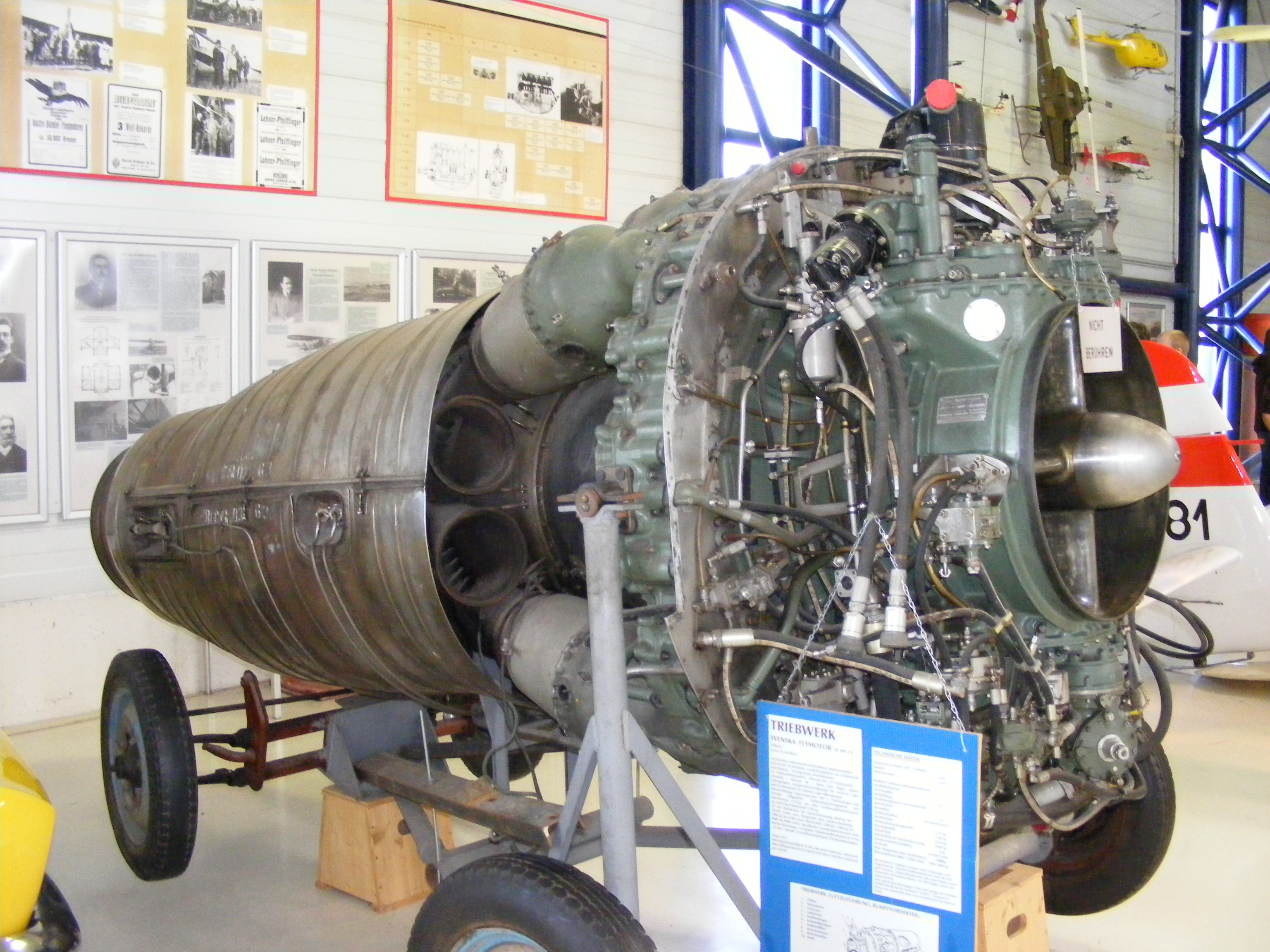
Volvo Aero RM 2B

- Gnôme-Rhône 9N Monosoupape Umlaufmotor
- Siemens Sh 14
- Argus As 10 C
- Argus As 411
- Zündapp Z 92
- Hirth HM 60 R
- Hirth HM 500 A1
- Hirth HM 508 D
- Kroeber M4
- Rotax 912
- Jumo 004

### Flugsimulatoren
- Link Trainer (1958, ehemals Austrian Airlines)